# Pauline von Württemberg (1877–1965)

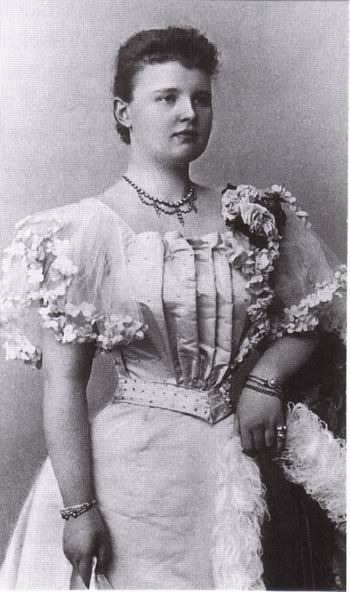
Prinzessin Pauline von Württemberg (1877–1965)

Pauline Olga Helene Emma von Württemberg (* 19. Dezember 1877 in Stuttgart; † 7. Mai 1965 in Ludwigsburg) war eine Prinzessin von Württemberg und durch Heirat Fürstin zu Wied.

## Leben

Pauline mit ihrem Bruder Ulrich (1880)

Pauline war eine Tochter von König Wilhelm II. von Württemberg und dessen Gemahlin Prinzessin Marie zu Waldeck und Pyrmont. Die niederländische Regentin Emma zu Waldeck und Pyrmont war ihre Tante, Königin Wilhelmina der Niederlande ihre Cousine.
Pauline wuchs in Ludwigsburg und Stuttgart auf. Ihr Bruder Ulrich verstarb im Alter von fünf Monaten. Bereits im Alter von 4 Jahren verlor sie ihre Mutter. 
Sie heiratete am 29. Oktober 1898 Erbprinz Friedrich Hermann zu Wied (1872–1945). Nach der Heirat lebte das Paar zunächst in Potsdam, weil Friedrich dort ein Regiment führte, 1902 verlegten sie ihren Wohnsitz nach Berlin. 1907 übersiedelten sie in die Residenz Neuwied, weil Friedrich nach dem Tod seines Vaters Wilhelm Adolph Maximilian sechster Fürst zu Wied geworden war.
Schon 1902 hatte sich Pauline beim Roten Kreuz engagiert und wurde Vorsitzende des Ortsvereins Charlottenburg. 1907 rückte sie in den Hauptvorstand auf, dem sie bis 1937 angehörte. Von 1922 bis 1945 war sie Vorsitzende des Roten Kreuzes der Rheinprovinz. Bereits zum 1. April 1933 war Pauline in die NSDAP eingetreten (Mitgliedsnummer 1.732.487). In ihrer Funktion als Vorsitzende des Roten Kreuzes der Rheinprovinz kam es immer wieder zu Auseinandersetzungen mit Organisationen der Partei, weil sie die konfessionelle Gebundenheit vieler Rotkreuz-Schwestern verteidigte.
Nach dem Tod ihres Mannes kehrte Pauline 1945 nach Württemberg zurück. Sie ermöglichte dem SS-Obergruppenführer August Heißmeyer und dessen Ehefrau, der „Reichsfrauenführerin“ Gertrud Scholtz-Klink, unterzutauchen. Nachdem dies bekannt geworden war, wurde Pauline 1948 vom Mittleren Militärgericht in Ludwigsburg zu 25.000 Mark Geldstrafe verurteilt.
Pauline bezog die Villa Marienwahl in Ludwigsburg, die sie von ihrem Vater geerbt hatte. Die letzten 20 Jahre ihres Lebens widmete sie ganz der Pferdezucht. Die Liebe zu ihren Pferden ging sogar so weit, dass sie bei der Stadt Ludwigsburg eine Genehmigung für ihre Grabstätte mitten auf ihrer Pferdekoppel beantragte und auch erhielt.

## Nachkommen
- Hermann Wilhelm Friedrich zu Wied (1899–1941), ⚭ 1930 Maria Antonia Gräfin zu Stolberg-Wernigerode (1909–2003)
- Dietrich Wilhelm Friedrich Karl Paul zu Wied (1901–1976), ⚭ 1928 Julie Gräfin Grote (1902–1988)